# Filaret Wosnessenski

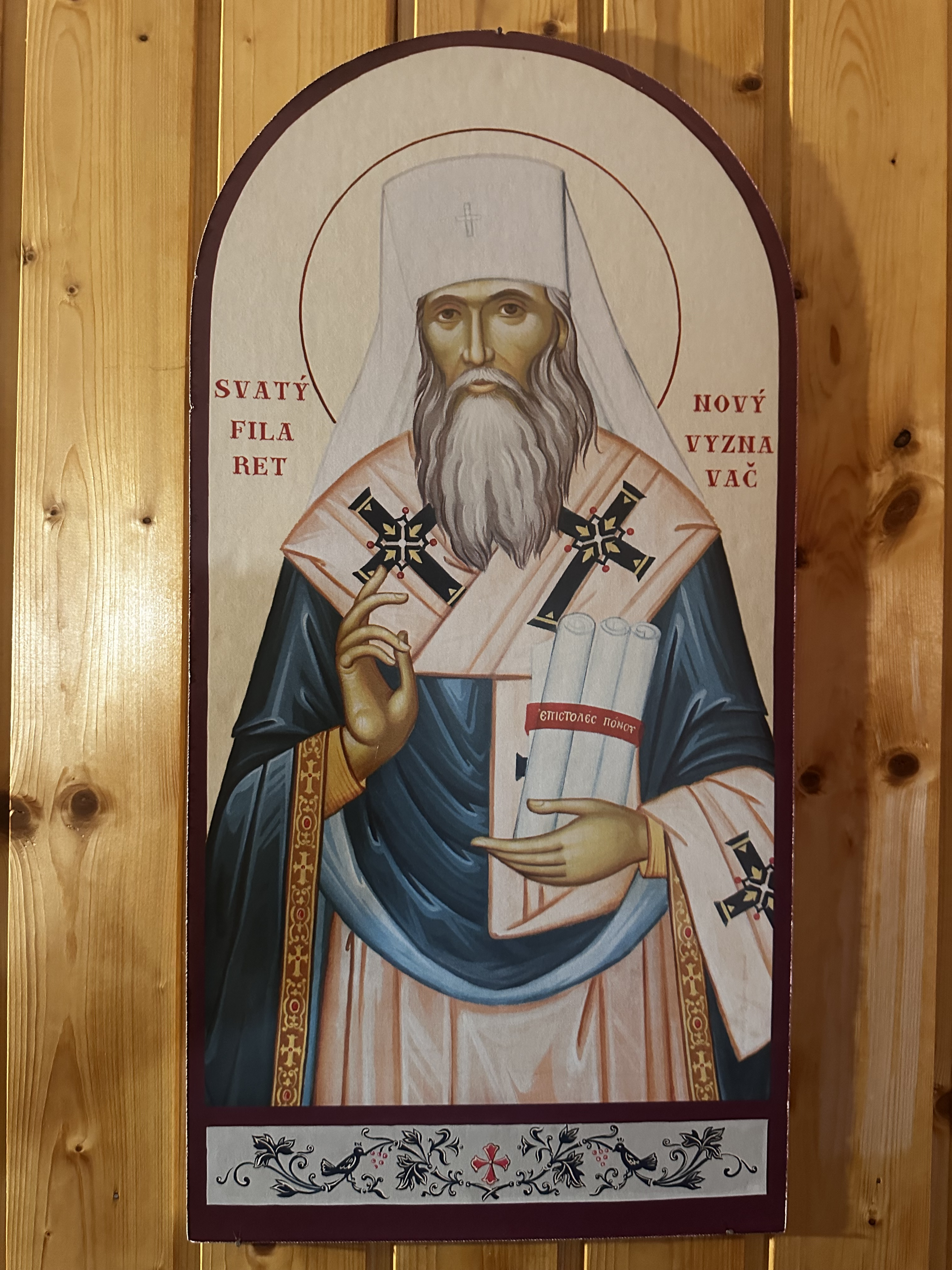
Metropolit Filaret (Bildnis in einer Kapelle in Prag)

Metropolit Filaret (russisch Митрополит Филарет, weltlicher Name Georgij Nikolajewitsch Wosnessenski, russisch Георгий Николаевич Вознесенский; * 22. März 1903 in Kursk, Russland; † 21. November 1985 in New York City, Vereinigte Staaten) war der Erste Hierarch der russisch-orthodoxen Auslandskirche von 1964 bis zu seinem Tod.

## Leben
Georgi Wosnesenski wurde am 22. März 1903 in Kursk geboren. Sein Vater war der Priester Nikolai Fjodorowitsch Wosnessenski. Seine Mutter hieß Lydia. 1909 zog seine Familie nach Blagoweschtschensk am Amur in Sibirien.
1920 machte Georgij seinen Abschluss am örtlichen Gymnasium. Später im Jahr ging die ganze Familie im Zuge der Unruhen des Russischen Bürgerkriegs nach Harbin in der Mandschurei.
1921 starb die Mutter und der Vater wurde Mönch, er empfing die Tonsur und den Mönchsnamen Dmitri. Später wurde er Erzbischof von Hailar. Er starb 1947 kurz nach seiner Rückkehr in die Sowjetunion.
In Harbin besuchte Georgi das russisch-chinesische polytechnische Institut, wo er 1927 einen Abschluss als Elektromechanik-Ingenieur machte. Dann begann er ein Studium der Pastoraltheologie in der Schule, die später zur theologischen Fakultät der Universität von St. Wladimir (Harbin) wurde.
1930 wurde er zum Diakon ordiniert und graduierte 1931 an der St.-Wladimir-Universität. Noch 1931 erhielt er selbst die Tonsur und nahm den Mönchsnamen Filaret an, worauf er 1932 zum Mönchspriester (Hieromonach) geweiht wurde.
Es folgte die Ernennung zum Igumen und zum Archimandriten (1937). In dieser Zeit wirkte er als Professor für Neues Testament, Pastoraltheologie und Homiletik an St. Wladimir.
1945, am Ende des Zweiten Weltkrieges, übernahmen chinesische Kommunisten und sowjetische Militärs die Macht in der Mandschurei. Filaret blieb zunächst bei den Gläubigen in der Mandschurei und lehnte standhaft ab, einen sowjetischen Pass zu bekommen. Darüber hinaus wetterte er furchtlos gegen die atheistischen Kommunisten. Dadurch kam er in Lebensgefahr. Der Hass der Kommunisten führte zu einem Anschlag, bei dem versucht wurde, ihn in seiner Klosterzelle lebendig zu verbrennen. Er entkam jedoch, wenn auch mit schweren Verbrennungen.
1962 konnte der Synod der Bischöfe der russisch-orthodoxen Auslandskirche ein Visum für ihn erwirken, mit dem er Hongkong erreichen konnte. Von dort reiste er bald weiter nach Brisbane in Australien, wohin ein großer Teil seiner ehemaligen Gemeinde ausgewandert war.
Nach seiner Ankunft in Brisbane sandten seine Gemeindeglieder eine Petition an den Synod der Auslandskirche, Philaret zu ihrem Bischof zu machen. Mit der Unterstützung des kranken Erzbischofs Sava von Sydney wurde Filaret Bischof von Brisbane und Vikar der Bistums Sydney, Australien und Neuseeland. Er wurde von Erzbischof Sava und Bischof Anthony von Melbourne am 26. Mai 1963 konsekriert.
1964 vertrat er Erzbischof Sava bei einem Treffen der Bischofskonferenz der Auslandskirche, in dem der Erste Hierarch, Metropolit Anastasius Gribanowski, seinen Rücktritt erklärte. Als jüngster Bischof der Anwesenden bei dem Konzil wurde Filaret zum Nachfolger gewählt. Er wurde als Metropolit Filaret am 14. Mai 1964 inthronisiert.
Als Metropolit diente er einundzwanzig Jahre. Er verstarb am 21. November 1985 und wurde auf dem Friedhof der Church of Dormition beigesetzt.
Im November 1998 entschied der Synod, seine Überreste (Reliquien) in eine neue Krypta unter dem Altar der Dreifaltigkeitskathedrale in Jordanville, New York, zu transferieren.

## Kanonisierung
Filaret wurde von mehreren Teilkirchen kanonisiert, die mit der russisch-orthodoxen Auslandskirche verbunden sind. Nacheinander wurde er von der Holy Orthodox Church in North America („Boston Synod“, 19.–20. Mai 2001), Russischen Orthodoxen Autonomen Kirche (30. April 2003), russisch-orthodoxen Kirche im Ausland  unter dem Metropoliten Agathangelos (20. November 2008), und der russisch-orthodoxen Kirche im Ausland unter Erzbischof Wladimir (23. Oktober 2009) heiliggesprochen. Diese Kanonisierungen wurden von anderen orthodoxen Kirchen noch nicht bestätigt. Erst 2012 berief die Diocese of Eastern America and New York unter Metropolit Hilarion Kapral ein Komitee, um die formale Heiligsprechung einzuleiten.